# 道の駅北信州やまのうち
道の駅北信州やまのうち（みちのえき きたしんしゅうやまのうち）は、長野県下高井郡山ノ内町にある国道292号の道の駅である。

## 施設
- 駐車場
  - 普通車：40台
  - 大型車：13台
  - 身障者用：5台
- トイレ
  - 男：屋外：大2基・小3基　物産館内：1基
  - 女：屋外：6基　物産館内：1基
  - 身障者用：屋外：1器　物産館内：1基（乳幼児おむつ替えベット有）
  - （屋外女性トイレ内に子供用トイレ有）

※屋外トイレは24時間利用可能
- 公衆電話：有
- 物産館（土産販売）（8時半〜18時）
- 食堂（11時 - 16時L.O）※そば類は11時〜15時半L.O
- 農産物直売所（8時半〜16時）※冬期間は9時半〜17時

## 概要
物産館
地元・山ノ内町の温泉まんじゅうやお土産品を販売している。
名物「サバタケ」※さば缶と根曲がり竹を使用した味噌汁
食堂
山ノ内町産のそば粉を使用した8割そばを毎日打って提供している。
ラーメンや揚げまんじゅう等も人気商品。
農産物直売所
地元農家さんの組合が主体の販売所。
新鮮で安価な野菜や果物が店頭に並ぶ。
毎年10月に「秋の収穫祭」が開催される。
地元名産の「りんご」や「ぶどう」が販売される。

## 定休日
- なし（棚卸等にて臨時休業あり）

## アクセス
- 国道292号 - 登録路線
  - 長野県道356号角間中野線

## 周辺
- 夜間瀬川
- 志賀高原
- 穂波温泉
- 湯田中渋温泉郷
- 長野電鉄長野線 湯田中駅